# Becker Pál
Becker Pál (Budapest, 1959. április 22. –) magyar, közgazdász, országgyűlési képviselő (1990–1994), pénzügyminisztériumi államtitkár (1993–1994), a Köztársasági Elnöki Hivatal vezetője (2000–2005), az Állami Számvevőszék főigazgatója (2009–2012).

## Tanulmányai
A Budapest I. kerületi Petőfi Sándor Gimnáziumban érettségizett angol tagozaton 1977-ben. Diplomáját 1982-ben szerezte a Marx Károly Közgazdaságtudományi Egyetemen, ipari tervező-szervező szakon. Ösztöndíjjal tanult a DePaul Universityn (USA, Chicago) 1985-ben, illetve a Catholic University of Leuvenen (Belgium) 1989-90-ben. 2001-ben közigazgatási szakvizsgát tett.

## Életpályája
Az egyetem elvégzése után rövid ideig a 21-es Állami Építőipari Vállalatnál volt közgazdász. Az Ipargazdaságtan tanszék vezetője meghívására 1983-tól a Marx Károly Közgazdaságtudományi Egyetemen tanított, kezdetben mint az Országos Tervhivatal Számítástechnikai Központ, majd az Economix Közgazdász Egyetemi Kisszövetkezet ösztöndíjasaként. 1985-ben summa cum laude védte meg egyetemi doktori értekezését, ezt követően főállású egyetemi tanársegéd, 1987-től egyetemi adjunktus. 
Mint a Katolikus Ifjúsági Mozgalom (KIM) elnöke, az 1989-90-ben a Magyarországi Ifjúsági Szervezetek Országos Tanácsa (MISZOT) keretében folytatott tárgyalásokon ő képviselte az egyházi ifjúsági szervezeteket. 
Az 1990-es országgyűlési választásokon Pest megye 5.sz. választókörzetében szerzett egyéni mandátumot, ahol a KIM elnökeként indult el párton kívüliként, az MDF támogatásával.  A választást követően Antall József felkérte a kormányprogram bizottság titkárának, illetve megbízta az egyes minisztériumok szakmai átvételének megszervezésével. 
Az Országgyűlés megalakulását követően rövid ideig a Költségvetési- adó és pénzügyi bizottság titkára, majd októbertől alelnöke. Ilyen minőségében költségvetési és adó ügyekben az MDF állandó vezérszónoka, vezető szakértője. Az 1992-es költségvetés parlamenti tárgyalása során 24 óráig vezette a Költségvetési- adó és pénzügyi bizottság ülését, ezt követően közreműködött a szavazás technikai megszervezésében, majd a 17 óráig tartó szavazás során irányította az MDF frakció szavazását.  1992. február 10-én az MDF parlamenti képviselőcsoportja frakcióigazgatónak választotta meg.  Antall József felkérésére 1993 februárjától a Pénzügyminisztérium államtitkára, ebben a megbízatásában Boross Péter is megerősíti, így munkáját a választásokat követően az új kormány megalakulásáig, 1994. júliusig folytatja.
Az 1994-es választásokon már nem indult, folytatta civil életét. A bankvilágban tett rövid kitérőt követően visszatért a Budapesti Közgazdaságtudományi Egyetemre, ahol 1995-től gazdasági-műszaki főigazgató volt. Emellett 1995-1998 között a Magyar Nemzeti Bank felügyelő bizottságának tagja. 1998-2000 között a német tulajdonos megbízása alapján a Fővárosi Vízművek vezérigazgató-helyettese.
Mádl Ferenc köztársasági elnökké történt választása után 2000-ben átvette a Köztársasági Elnöki Hivatal vezetését. Ebben a minőségben az elnök legfőbb politikai tanácsadója, a nemzetközi és hazai politikai élet aktív szereplője volt. Irányítása alatt költözött a Hivatal az Országgyűlés épületéből jelenlegi helyére, a Sándor-palotába.
Mádl Ferenc köztársasági elnök mandátumának lejárta után 2005-től az Állami Számvevőszék főigazgató-helyettese, 2009-től főigazgatója. 2013-ban a Magyar Fejlesztési Bank vezérigazgatójának tanácsadója, majd 2014-től az MFB Ingatlanfejlesztő zrt. vezérigazgatója. 2015-től a Fővárosi Közterület-fenntartó Nonprofit zrt.-nél igazgató, 2018-tól vezérigazgató-helyettes. 
2020. július 1-től a Pázmány Péter Katolikus Egyetem fejlesztési főigazgatójaként az egyetem fejlesztéseit, azon belül különösen a Piliscsabai Campus kiváltására tervezett Budapesti Campus kialakításával, építésével kapcsolatos munkát irányítja.
A Budapesti Corvinus Egyetemen 2006 óta címzetes egyetemi docens. 

## Kitüntetések
A köztársaság elnökének érdemérme (2005) 
A Magyar Érdemrend Tisztikeresztje (2020) 